# Willeicus
Willeicus, auch Willeic oder Velleicus of Kaiserswerth († 2. März 727), war ein Abt des Klosters von Kaiserswerth. In der römisch-katholischen Kirche wird er als Heiliger verehrt. Sein Gedenktag ist der 2. bzw. 7. März.

## Leben

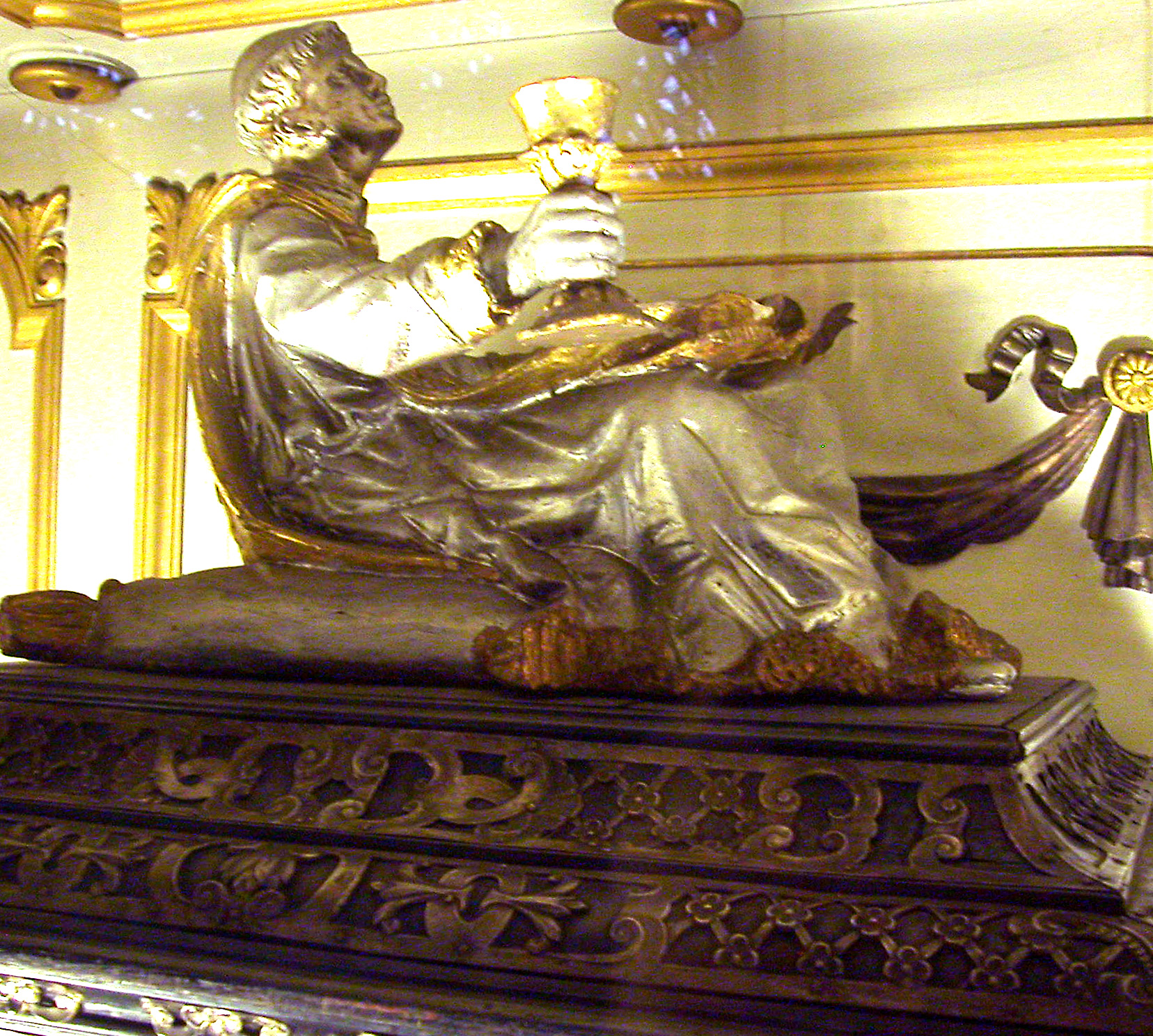
Willeicusschrein in der Pfarrkirche St. Lambertus in Düsseldorf

Willeicus war ein Benediktiner, Gefährte und Vertrauter des angelsächsischen Missionars Suitbert bei der Evangelisation des Niederrheins und dessen Amtsnachfolger im Stift Kaiserswerth.
Es wird berichtet, dass er in England geboren und Kanoniker eines Konvents in Utrecht geworden sei. Suitbert, in dessen Gefolgschaft er danach getreten sei, habe ihn zum Subprior bestimmt. Anschließend wurde er Suitberts Nachfolger als Abt von Kaiserswerth. Als er sich im Gefolge von Plektrudis, der Witwe Pippin des Mittleren, in Köln aufhielt, soll er Gothebald, einen Stadtoberen, von einer schweren Erkrankung geheilt haben.
Am 6. Juli 1267 wurden seine Reliquien zusammen mit denen Suitberts in den Suitbertusschrein übertragen. Auf Betreiben der Stadt Düsseldorf und mit Unterstützung des Kölner Erzbischofs Friedrich III. von Saarwerden gelangte 1393 die Kopfreliquie des Willeicus von Kaiserswerth nach Düsseldorf. Dort ruht sie in der Pfarrkirche St. Lambertus im Willeicusschrein, einem um 1740 geschaffenen Reliquiar. Seit 2016 wird in der Basilika St. Suitbertus in Kaiserswerth an Willeicus’ Gedenktag der „Willeicussegen“ gespendet.